# Lystrup (Kongsted Sogn)
 For alternative betydninger, se Lystrup. (Se også artikler, som begynder med Lystrup)
Lystrup er en herregård, der ligger 2 km vest for Faxe i  Kongsted Sogn, Faxe Kommune.
Slottet er opført 1579 af rigskansler Eiler Grubbe i nederlandsk renæssancestil. På herregården findes bl.a. nogle billedskærerarbejder af billedskæreren Abel Schrøder fra Næstved.
Lystrup og Jomfruens Egede godser ejes af greve Joachim Moltke.
Lystrup Gods er på 1375 hektar med Jomfruens Egede, Nyrupgård og Kildeholm

## Ejere af Lystrup
- (1403-1438) Peder Olsen Godov
- (1438-1450) Oluf Pedersen Godov
- (1450-1473) Anders Olufsen Godov
- (1473-1514) Regitse Andersdatter Godov gift Ulfeldt
- (1514) Mette Pallesdatter Godov gift Grubbe
- (1514-1559) Sivert Nielsen Grubbe
- (1559-1585) Ejler Sivertsen Grubbe
- (1585-1600) Kirsten Lykke gift (1) Grubbe (2) Gyldenstierne
- (1600-1630) Christian Ejlersen Grubbe
- (1630-1675) Peder Christiansen Grubbe
- (1675-1717) Tønne Pedersen Grubbe
- (1717-1754) Claus Benedix Beenfeldt
- (1754-1786) Niels Rosenkrantz von Holstein
- (1786-1828) Christian Frederik von Holstein
- (1828-1852) Johan Caspar de Mylius
- (1852-1857) Johan Jacob de Mylius
- (1857) S.W. de Mylius
- (1857-1918) Christian Henrik Carl greve Moltke
- (1918-1943) Aage Vilhelm Christian greve Moltke
- (1943-1957) Ivar Christian Eiler greve Moltke
- (1957-1988) Norman Ivar Frederik greve Moltke
- (1988-) Joachim Godske Norman greve Moltke